# De Kameleon gooit het roer om
De Kameleon gooit het roer om is het drieënvijftigste deel uit De Kameleon-boekenreeks van schrijver Hotze de Roos. De illustraties zijn van Gerard van Straaten. De eerste editie kwam uit in 1982.

## Verhaal
Het gezin Tuinstra is in Lenten komen wonen. De kinderen Mitsie en Frits Tuinstra gaan met de schippers van de Kameleon uit varen. Vlak bij het kanaal bij Jonkersveen krijgen ze bijna een aanvaring met een groot jacht. Als Mitsie achteromkijkt zien ze dat achter op de boot een sticker los hangt met daarop een andere naam van het jacht. De jongens gooien het roer om en brengen gelijk de politieboot op de hoogte.
H. de Roos: 1. De schippers van de Kameleon · 2. Kameleon, ahoy! · 3. Redders met de Kameleon · 4. Speurders met de Kameleon · 5. De Kameleon op volle toeren · 6. De Kameleon houdt koers · 7. Goede vaart, Kameleon · 8. Trossen los, Kameleon · 9. De Kameleon in 't zoeklicht · 10. De Kameleon opnieuw in actie · 11. De Kameleon in de branding · 12. Vivat, Kameleon! · 13. De Kameleon blijft favoriet! · 14. De Kameleon wint de prijs! · 15. De Kameleon brengt geluk! · 16. Bravo, Kameleon! · 17. Vakantie met de Kameleon · 18. De Kameleon viert feest! · 19. Tip top, Kameleon · 20. De Kameleon schiet te hulp · 21. Trouwe vrienden van de Kameleon · 22. De Kameleon staat voor niets! · 23. Met de Kameleon erop los! · 24. De Kameleon altijd paraat · 25. De Kameleon slaat zijn slag · 26. De Kameleon pakt aan! · 27. Ruim baan, Kameleon · 28. De Kameleon vaart uit! · 29. De Kameleon treft doel! · 30. Volle kracht, Kameleon! · 31. Met de Kameleon op avontuur · 32. De Kameleon maakt schoon schip · 33. De Kameleon knapt het op! · 34. Met de Kameleon vooruit · 35. De Kameleon steekt van wal · 36. De Kameleon doet een goede vangst! · 37. De vlag in top voor de Kameleon · 38. De Kameleon in de storm · 39. Alle hens aan dek, Kameleon! · 40. De Kameleon krijgt nieuwe vrienden · 41. Op reis met de Kameleon! · 42. De Kameleon heeft succes · 43. De Kameleon vaart voorop! · 44. Lang leve de Kameleon! · 45. De Kameleon helpt altijd! · 46. De Kameleon ruikt onraad · 47. De Kameleon geeft vol gas · 48. De Kameleon maakt plezier · 49. De Kameleon ligt op de loer · 50. De Kameleon in het goud · 51. De Kameleon houdt stand! · 52. De Kameleon vaart door · 53. De Kameleon gooit het roer om · 54. Recht door zee, Kameleon · 55. De Kameleon op dreef · 56. De Kameleon in woelig water · 57. Met de Kameleon voor de wind · 58. De Kameleon heeft goed nieuws · 59. De Kameleon draagt zijn steentje bij · 60. De Kameleon maakt het helemaal 

P. de Roos: 61. De Kameleon slaat alarm · 62. De Kameleon stuurloos · 63. De Kameleon op jacht · Fred Diks: 64. De Kameleon scoort! · 65. Zet 'm op, Kameleon! · 66. De Kameleon lost het op · B.M. de Roos: 67. De Kameleon is terug! · 68 Knallen met de Kameleon